# Frankie McCoy
Francine "Frankie" McCoy (30 april 1969) is een Amerikaanse zangeres, die in Nederland verblijft. Ze is vooral bekend als zangeres van de Top 40 hit Stay (1997) van het Duitse eurodance project Sash!. Destijds gebruikte ze de artiestennaam La Trec, die ze van personage in een boek had overgenomen.
Frankie werd in Duitsland geboren waar haar vader, die in het leger werkte, gestationeerd was. Kort na haar geboorte is de familie terug verhuisd naar San Francisco, waar McCoy haar jeugd doorbracht. Een aantal jaar later kreeg haar moeder echter een baan bij de Verenigde Naties waarna ze gedwongen werden regelmatig te verhuizen.
In 1995 verzorgde ze al de zang op verschillende dance nummers van Duitse producers zoals Push Me To The Limit (Alarmschijf) van Celvin Rotane en in 1996 Love Is My Whole World van 4Tune. Een jaar later moest ze een commercial inzingen in de studio van Ralf Kappmeier, een van de drie Sash! producers. Hij vroeg haar vervolgens om op een aantal nummers te zingen voor hun debuutalbum It's My Life. Voor dit album zong ze en schreef ze mee aan de nummers Hoopstar, Sweat en de hit Stay.
Eind jaren 90 verhuisde ze naar Den Haag om daar met haar vriend te gaan samenwonen. Hier richtte ze zich meer op soul- en R&B-muziek en treedt ze recentelijk op samen met haar band Urban Daughter.
Ze is de oprichter van en actief in UDBAM (een acroniem voor "Urban Daughter Big Ass Music"), een muziekevenement organisatie en artiestenbureau.
In het begin van 2013 verscheen ze ook op de 22e plaat van Hard With Style, op het lied "Lose Control", een samenwerkingen tussen haar, Scantraxx's Wildstylez en Max Enforcer.

## Privéleven
Frankie McCoy heeft 3 broers, Tyron N. McCoy Jr., Cyrus A. McCoy, en Byron P. McCoy.

## Discografie

### Albums
| Album met eventuele hitnotering(en) in de Nederlandse Album Top 100 | Datum van verschijnen | Datum van binnenkomst | Hoogste positie | Aantal weken | Opmerkingen                         |
| ------------------------------------------------------------------- | --------------------- | --------------------- | --------------- | ------------ | ----------------------------------- |
| It's My Life                                                        | 30-5-1997             | 1997                  |                 |              | te horen op Stay, Sweat en Hoopstar |
| Best of SASH! - Encore Une Fois                                     | 13-11-2000            |                       |                 |              | te horen op Stay en Sweat           |

### Singles
| Single met eventuele hitnotering(en) in de Nederlandse Top 40 | Datum van verschijnen | Datum van binnenkomst | Hoogste positie | Aantal weken | Opmerkingen                         |
| ------------------------------------------------------------- | --------------------- | --------------------- | --------------- | ------------ | ----------------------------------- |
| Stay                                                          | 1997                  | 18-10-1997            | 6               | 9            | met Sash! / Dancesmash op Radio 538 |